# The Saint (film, 2016)
Pour les articles homonymes, voir The Saint.
Pour plus de détails, voir Fiche technique et Distribution.
The Saint est un film lituanien écrit et réalisé par Andrius Blaževičius et sorti en 2016.
Il s'agit d'un drame social explorant les thèmes de la pression sociale, la vulnérabilité, le masculinisme, la place de la religion dans notre société et la fragilité des pays d'ex-URSS à la fin des années 2010.

## Synopsis
Une ville de province lituanienne est bouleversée à la crise économique de 2008. Vytas, interprété par Marius Repšys est alors licencié de l'usine. Contraint par sa femme, il se met immédiatement à la recherche d'un nouvel emploi, mais la crise n'a épargné personne. C'est en se faisant couper les cheveux que Vytas décide subitement de s'engager dans une nouvelle histoire d'amour avec Marija, interprétée par Gelmine Glemzaite, une coiffeuse, mais sans grand succès non plus. Enfin, Vytas se lance dans une troisième et dernière quête: il se met à la recherche de l'homme qui a posté une vidéo sur YouTube affirmant avoir vu Jésus-Christ dans leur ville. Et à la surprise de tous, il y réussit.

## Fiche technique
- Titre international : The Saint
- Titre original : Šventasis
- Réalisation : Andrius Blaževičius
- Scénario : Andrius Blaževičius, Teklė Kavtaradzė, Marija Kavtaradzė
- Photographie : Linas Dabriška
- Montage : Silvija Vilkaite
- Musique : Vytautas Rasimavičius
- Costumes : Fausta Naujale
- Décors : Aurimas Aksys
- Production : Marija Razgutė
  - Coproduction : Marta Habior, Marta Lewandowska
- Sociétés de production : M-FILMS, No Sugar Films
- Société de distribution : Kino Pavasaris.
- Pays de production : Lituanie, Pologne
- Langue originale : lituanien
- Format : couleur
- Genre : drame
- Durée : 96 minutes
- Dates de sortie :
  - Pologne : première mondiale en Octobre 2016 le au 32e Festival International du Film de Varsovie
  - Lituanie : première nationale en Septembre 2017.

## Distribution
- Marius Repsys : Vytas
- Indre Patkauskaite : Jurate
- Gelmine Glemzaite : Marija
- Valentinas Krulikovskis : Petras
- Lukas Malinauskas : Le Saint
- Arturas Aleksejevas : Edgaras
- Egle Anceviciute : Fêtarde
- Jonas Braskys : Rokas

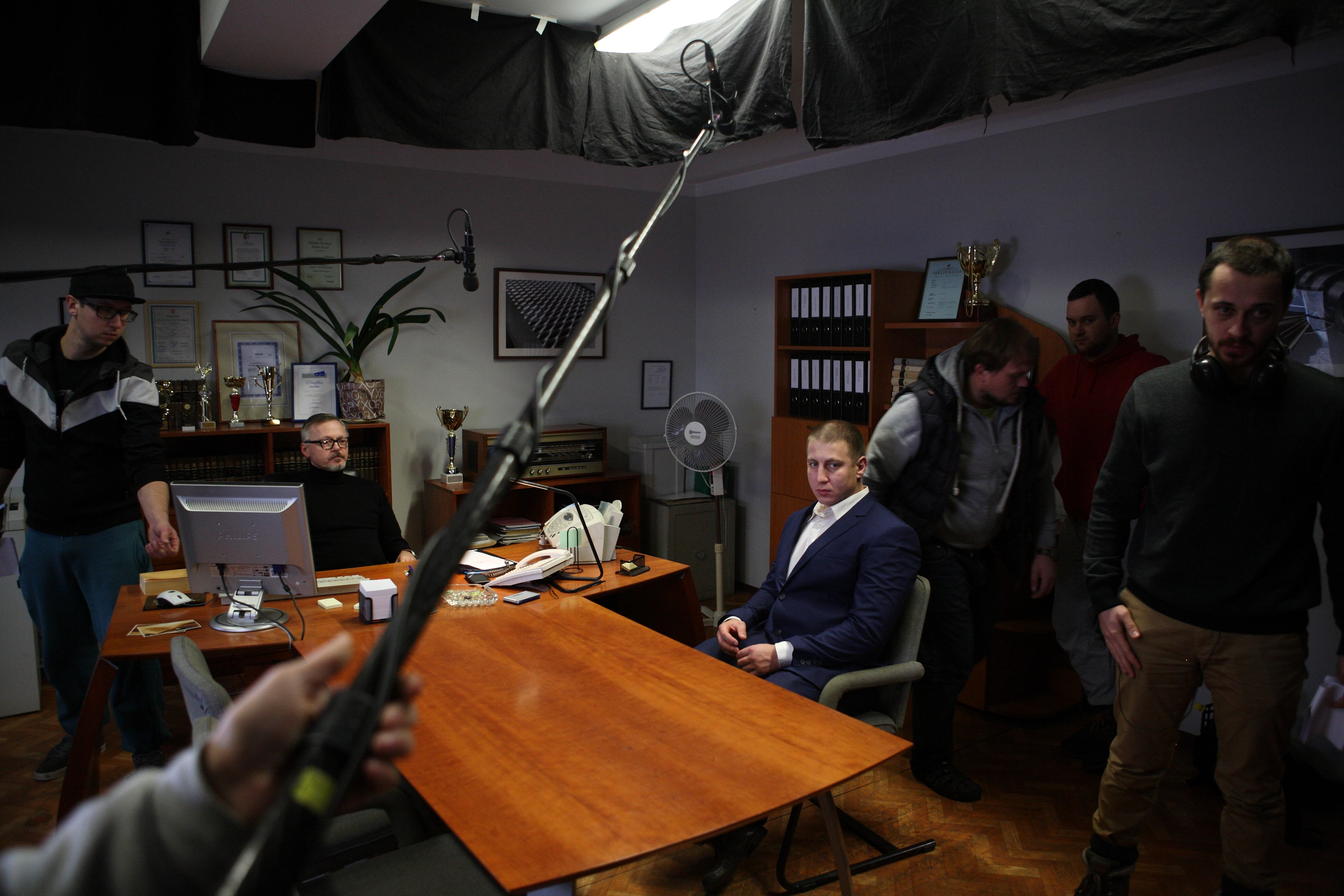
Répétition - Scène entretien d'embauche du film The Saint (2016)

- Erikas Brazauskas : Garçon à la maternelle
- Remigijus Bucius : Voisin
- Karolis Butvydas : Fêtarde
- Vladimir Dorondov : Consultant
- Martyna Gedvilaite : Jovita
- Karolina Griciute : Groupe pop 'Illusion'
- Vilija Grigaityte : Ausra
- Aurelija Jogaudaite : Fêtarde
- June Juknelyte : Fille Dovile
- Jelena Juscenko-Kirijeva : Secrétaire
- Jurijus Karanas : Père de Marija
- Elija Kavaliauskaite : Fille avec un parapluie
- Urte Kavaliauskaite : Fille Indre
- Dangiras Masionis : Sacristain
- Darius Meskauskas : Employeur
- Ignas Misiura : Homme en costume
- Sandra Navickaite : Groupe pop 'Illusion'
- Marius Pocevicius : Fêtarde
- Tomas Pukys : Fêtarde
- Agnieska Ravdo : Algina
- Ilona Rekuviene : Mère de Marija
- Dovile Silkaityte : Grazina
- Audrius Tamulionis : Homme âgé
- Justas Tertelis : Fêtarde
- Liubov Tymochova : Mère de Petras

## Production
Après avoir produit le court-métrage de fin d'étude Ten reasons (2011) d'Andrius Blaževičius, la productrice Marija Razgutė (M-films) signe une seconde collaboration avec le réalisateur pour son premier long métrage The Saint, originellement nommé Crisis,.
Le film connait un des meilleurs démarrages en salle de l'année 2017 en Lituanie. Il reste à la première place pour sa deuxième semaine d'exploitation en Lituanie et dépasse les 66 000 entrées lors de sa première semaine d'exploitation, réalisant près d'un quart de toutes les entrées de la semaine.

## Réception
Le film a été globalement bien accueilli par la critique. Il recueille plus de 70 % de critiques positives, avec un score moyen de 3,4/5 sur la base de 154 critiques collectées, sur le site internet Letterboxd.

## Récompenses et sélections
- Grand Prix - 47e Festival international du film de Kiev Molodist (Bielorussie) 2018
- Prix du meilleur acteur - Marius Repšys - Festival international du film de Vilnius (Kino pavasari) 2017.
- Prix national du film lituanien "Silver Crane" 2017, 11 nominations et 6 prix[6].
  - Prix "Silver Crane" du meilleur long métrage, du meilleur réalisateur (Andrius Blaževičius), du meilleur scénario (Andrius Blaževičius, Marija Kavtaradzė et Teklė Kavtaradzė), du meilleur acteur (Marius Repšys), de la meilleure actrice dans un second rôle (Gelminė Glemžaitė) et du meilleur second rôle masculin (Valentinas Krulikovskis).
  - Nomination pour la meilleure réalisation individuelle (productrice Marija Razgutė), la meilleure photographie (Linas Dabriška), la meilleure actrice (Indrė Patkauskaitė), le meilleur montage (Silvija Vilkaitė) et le meilleur directeur artistique (Aurimas Akšys).
- Sélection au Festival des Journées du film nordique de Lübeck (Allemagne) 2017
- Sélection au Festival Crossing Europe à Linz (Autriche) 2017
- Sélection au Festival International du Film de Trieste (Italie) 2017
- Sélection au Festival International du Film de Brisbane (Australie) 2017[7]
- Mention spéciale du jury - 23e Festival international du film de Minsk (Bielorussie) Listapad 2016
- Sélection au Festival International du Film de Varsovie 2016
- Sélection au Festival international du film de Busan (Corée du Sud) 2016